# Jason Steele (cầu thủ bóng đá)
Jason Sean Steele (sinh ngày 18 tháng 8 năm 1990) là một cầu thủ bóng đá chuyên nghiệp người Anh thi đấu ở vị trí thủ môn cho câu lạc bộ Brighton & Hove Albion tại Giải bóng đá Ngoại hạng Anh.

## Danh hiệu
U-19 Anh
- Á quân Giải vô địch bóng đá U-19 châu Âu: 2009[3]